# باتريسيا جوهانسون
باتريسيا جوهانسون (بالإنجليزية: Patricia Johanson)‏ هي مهندسة المناظر الطبيعية ورسامة وفنانة أمريكية، ولدت في 8 سبتمبر 1940 في نيويورك في الولايات المتحدة.